# HCard
hCardとは人物、企業、団体、場所の詳細な連絡先（名前だけになることもある）を(X)HTML、Atom、RSSや任意のXMLで生成するマイクロフォーマットである。hCardマイクロフォーマットはvCard (RFC 2426)のプロパティと値の表記法を使って行い、HTMLクラスと「rel」属性を使用して識別する。
詳細を書き出したり、表示したり、他のウェブサイトやマッピングツールでの使用、索引や検索、アドレスブックプログラムへの読み込みをするための構文解析ツール（例として他のウェブサイトやFirefoxのOperator）に対応している。
2009年5月、GoogleはhCard、hReview、hProductといったマイクロフォーマットの構文解析に対応し、検索結果ページで事前設定できるようにしたと発表、2010年9月にはローカル検索結果ページにhCard、hReviewの情報を表示させる意向を発表した。2011年2月、Facebookもイベント会場のマークアップにhCardの使用を開始した。

## 使用例
HTMLではこのように記述される:
```
<ul>

    
<li>
Joe
 
Doe
</li>

    
<li>
Jo
</li>

    
<li>
The
 
Example
 
Company
</li>

    
<li>
604-555-1234
</li>

    
<li><a
 
href=
"http://example.com/"
>
http://example.com/
</a></li>

</ul>

```

これにマイクロフォーマットマークアップが加わると以下のようになる:
```
<link
 
rel=
"profile"
 
href=
"http://microformats.org/profile/hcard"
>

...

</head>

...

<ul
 
class=
"vcard"
>

    
<li
 
class=
"fn"
>
Joe
 
Doe
</li>

    
<li
 
class=
"nickname"
>
Jo
</li>

    
<li
 
class=
"org"
>
The
 
Example
 
Company
</li>

    
<li
 
class=
"tel"
>
604-555-1234
</li>

    
<li><a
 
class=
"url"
 
href=
"http://example.com/"
>
http://example.com/
</a></li>

</ul>

```

ここでは「fn」、「org」（組織）、「tel」（電話番号）、「url」（ウェブアドレス）といったプロパティが特定のクラス名を使うことで識別されており、全体をclass="vcard"で内包しているがこれはhcardという他のクラス形式を指していて、偶然に名付けられたわけではない。もしhCardが組織や開催地の場合、「fn」と「org」は<span class="fn org">Wikipedia</span>や<span class="fn org">Wembley Stadium</span>といった同じ要素で使用される。その他任意使用のhCardクラスも存在する。
現在、情報の書き出し、アドレスブックといった他のアプリケーションへの転送をするためにブラウザのプラグインといったソフトウェアでも使用することができる。

## Geoとadr
GeoマイクロフォーマットとはhCard仕様の1つでhCardに場所の座標を含めるためにしばしば使用される。
hCardの「adr」部もスタンドアロンのマイクロフォーマットとして使用できる。

## 現行の使用例
これはウィキメディア財団の2010年10月28日現在の現行hCardとしての詳細な連絡先である:

Wikimedia Foundation Inc.

149 New Montgomery Street, 3rd Floor
 San Francisco, CA 94105
USA

Phone: +1-415-839-6885
Email: info@wikimedia.org
Fax: +1-415-882-0495

以下のように入力している（分かりやすくするために内包している）:
```
<div
 
class=
"vcard"
>

    
<div
 
class=
"fn org"
>
Wikimedia
 
Foundation
 
Inc.
</div>

    
<div
 
class=
"adr"
>

        
<div
 
class=
"street-address"
>
149
 
New
 
Montgomery
 
Street,
 
3rd
 
Floor
</div>

        
<div>
 
<span
 
class=
"locality"
>
San
 
Francisco
</span>
,
 
<abbr
 
class=
"region"
 
title=
"California"
>
CA
</abbr>
 
<span
 
class=
"postal-code"
>
94105
</span></div>

        
<div
 
class=
"country-name"
>
USA
</div>

    
</div>

    
<div>
Phone:
 
<span
 
class=
"tel"
>
+1-415-839-6885
</span></div>

    
<div>
Email:
 
<span
 
class=
"email"
>
info@wikimedia.org
</span></div>

    
<div
 
class=
"tel"
>

        
<span
 
class=
"type"
>
Fax
</span>
:

        
<span
 
class=
"value"
>
+1-415-882-0495
</span>

    
</div>

</div>

```

この使用例では「fn」と「org」のプロパティは1つの要素として組み合わせていて、これは人物ではなく組織のためのhCardであることを指し示している。

## 他の属性
その他、通常使用されるhCardの属性には以下のものがある
- bday - 人物の誕生日
- email
- honorific-prefix
- honorific-suffix
- label - 非グラニュラーアドレス
- logo
- nickname
- note - 任意のテキスト
- photo
- post-office-box